# Рудне горе
Рудне горе (чеш. Krušné hory) су планински ланац у Немачкој и Чешкој. Ланац дужином од 150 километара представља границу између ове две државе, од запада Саксоније до реке Елбе (Лабе). Ширина масива је око 40 километара.
Западна узвишења су највиша на овим планинама, тј. врхови Клиновец (1244 m) на чешкој страни и Фихтелберг (1214 m) на немачкој. На западу Рудне планине се састају са доста нижим планинама у Баварској, познатим као Фихтелгебирге. На истоку, кречњачке планине на обалама реке Елбе се сматрају најисточнијим делом Рудних гора. Источно од Елбе, почињу Лужичке горе. Рудне горе се полагано спуштају ка северу, где се налазе градови Цвикау и Кемниц, док је ка југу масив веома стрм.

## Историја
Током средњег века Рудне горе су биле покривене густим шумама. У 15-ом веку дошло је до открића резерви сребра и калаја што је довело до насељавања и оснивања градова. Планине су добиле име по богатству рудама.
Пре Другог светског рата рудници у Јоакимсталу су били једини рудник урана на свету. Користећи уран из ове јаме, Марија Кири је открила радиоактивност. У току рата уран је експлоатисала Немачка, а после рата Совјетски Савез. Уран је експлоатисан све до 1991, а његова експлоатација је била значајан извор послова у региону.
Данас, Рудне горе су популарна туристичка дестинација за зимске спортове.
У области рудних Гора живи између 800.000 и 1,2 милиона људи.
Због богате историје рударства, уобичајен поздрав у овом крају је: Срећно!